# ポール・ジェームズ (俳優)
ポール・ジェームズ（Paul James）は、アメリカ合衆国の俳優。

## 出演作品
- シェイムレス４　俺たちに恥はない
- グレイズ・アナトミー10
- ＣＳＩ：ニューヨーク９　ザ・ファイナル
- トーチウッド　人類不滅の日
- ライ・トゥ・ミー　嘘の瞬間 ファイナル・シーズン
- ＢＯＮＥＳ シーズン6
- ＮＣＩＳ：ＬＡ　～極秘潜入捜査班 シーズン1
- ＧＲＥＥＫ　～ときめき★キャンパスライフ シーズン2（カルヴィン・オーウェンズ）
- WITHOUT A TRACE／FBI 失踪者を追え！ シーズン6
- ＧＲＥＥＫ　～ときめき★キャンパスライフ シーズン1（カルヴィン・オーウェンズ）
- ＣＳＩ：マイアミ6
- クライ・ウルフ　殺人ゲーム
- コールドケース2
- ホット・ゾーン
- サウンドトラック Soundtrack (2019)